# Шейкіно (Калінінградська область)
Шейкіно (рос. Шейкино) — селище Краснознаменського району, Калінінградської області Росії. Входить до складу Краснознаменського міського округу.
Населення —  25 осіб (2015 рік). 

## Населення
| 2002 | 2010 |
| ---- | ---- |
| 17   | ↗25  |